# Rue Maurice-Noguès
La rue Maurice-Noguès est une voie du 14e arrondissement de Paris, en France.

## Situation et accès
La rue Maurice-Noguès est une voie publique située dans le 14e arrondissement de Paris. Elle débute au 4, avenue Marc-Sangnier et se termine en impasse.
Il existe également sur le même emplacement un jardin Maurice-Noguès.

## Origine du nom
Elle porte le nom de Maurice Noguès (1889-1934), aviateur français, pionnier de la ligne d'Extrême-Orient.

## Historique
C'est une voie ouverte en 1959 par la ville de Paris sur la Zone non ædificandi située sur l'ancien territoire de Malakoff, annexé à Paris par décret du 3 avril 1926, sous le nom provisoire de « voie A/14 ».